# Хадиял
Хадиял — село в Тляратинском районе Дагестана. Административный центр сельского поселения сельсовет Хадияльский.

## География
Расположено в 9 км к востоку от районного центра — села Тлярата, на правом берегу реки Кудаор.

## Население
| 1869 | 1888 | 1895 | 1926 | 1939 | 1970 | 1989 |
| ---- | ---- | ---- | ---- | ---- | ---- | ---- |
| 106  | ↗159 | ↗166 | ↘109 | ↗197 | ↗362 | ↗432 |
| 2002 | 2010 | 2021 |      |      |      |      |
| ↘284 | ↗304 | ↘282 |      |      |      |      |